# Parergon
Parergon (meervoud parerga) is een begrip dat staat voor een bijlage of accessoire, die een toevoeging zijn aan een ander werk. De term wordt met name gebruikt in de beeldende kunst. In de oudste betekenis zijn parerga gedeelten van een schilderij die ter verduidelijking of ter decoratie dienen, los van het hoofdonderwerp. In een modernere betekenis staat het voor zaken die zich buiten het kunstwerk bevinden, zoals de lijst van een schilderij.   
De term is direct ontleend aan het oudgriekse woord πάρεργον, dat bijzaak, toegift of aanhangsel kan betekenen. Het oudgriekse woord is een samenstelling van de woorden πάρα, "naast" of "terzijde" en εργον, "werk." 

## Toepassingen

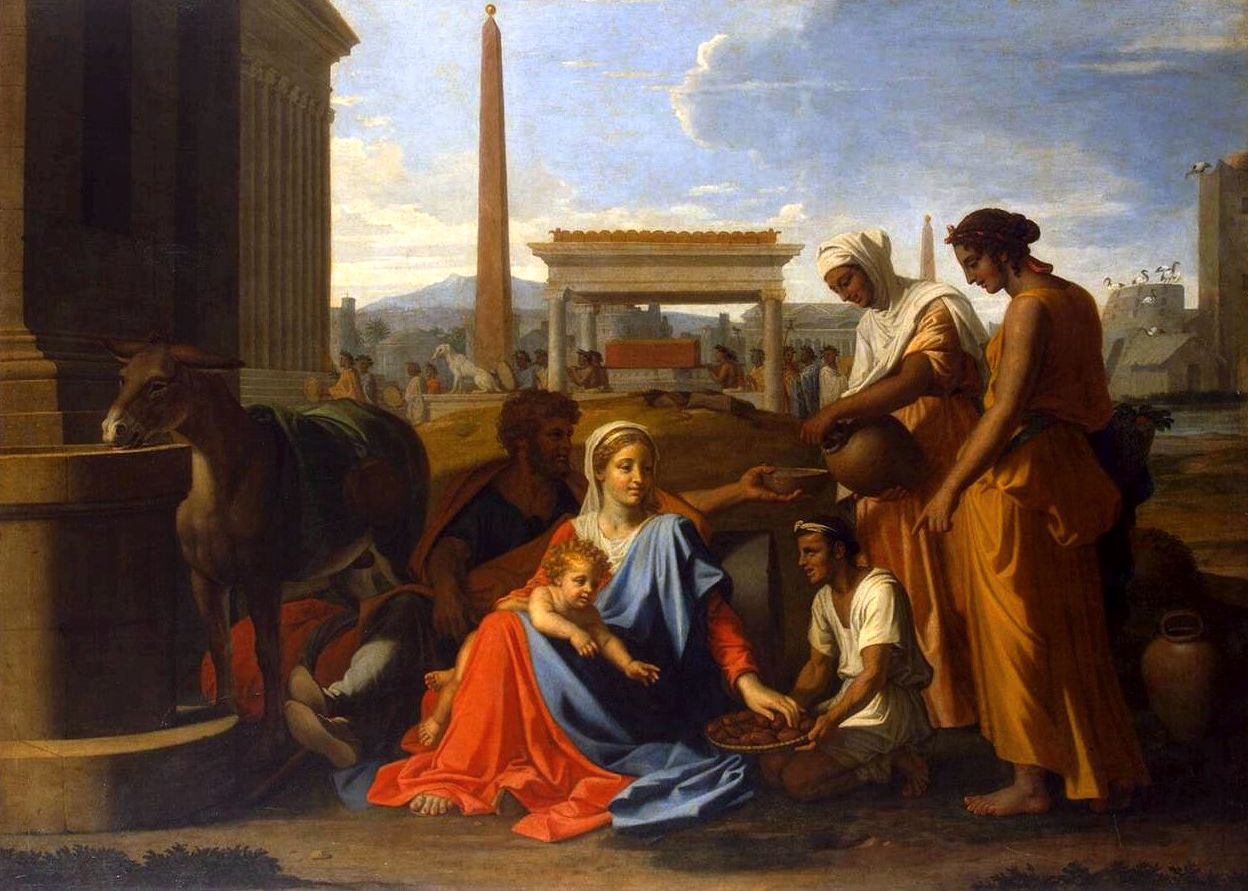
Nicolas Poussin, De heilige familie in Egypte. Op de achtergrond onder andere obelisken, priesters in een processie ter ere van Serapis en rechts bovenop een gebouw meerdere ibissen.

In de context van de kunstgeschiedenis wordt met parergon onder andere verstaan de stoffage, kleine figuren van dieren of mensen in een landschapsschilderij. De op de hoek van een landkaart getekende figuren en andere elementen worden ook parergon genoemd. In dit geval kunnen de parergra als pure decoratie worden opgevat.  
De parergra kunnen echter ook gebruikt worden om het schilderij te duiden. Zo bestaat er een schilderij van de Franse schilder Nicolas Poussin, de heilige familie in Egypte. Op de achtergrond staan de parergra, die laten zien dat de personen van het hoofdonderwerp zich in Egypte bevinden. Poussin schreef over dit schilderij aan zijn opdrachtgever: Ik had beloofd te vertellen over de parerga die op de achtergrond staan van het schilderij dat ik voor u heb gemaakt... Ik heb al die dingen in het schilderij verwerkt om te verrassen door hun nieuwigheid en verscheidenheid en om te laten zien dat de Maagd die daar wordt afgebeeld zich in Egypte bevindt.
In recentere betekenis, geïntroduceerd door Derrida, maar eerder al door Immanuel Kant, is de lijst om een schilderij ook een parergon. 
De term wordt ook gebruikt in de literatuur, voor een verzameling geschriften die ‘naast’ de hoofdwerken beschikbaar worden gemaakt. Ook een supplement bij de atlas van Ortelius uit 1595 wordt Parergon genoemd. Deze bijlage bevat geconstrueerde kaarten van de klassieke oudheid en uit de Bijbelse tijd.

## Geschiedenis

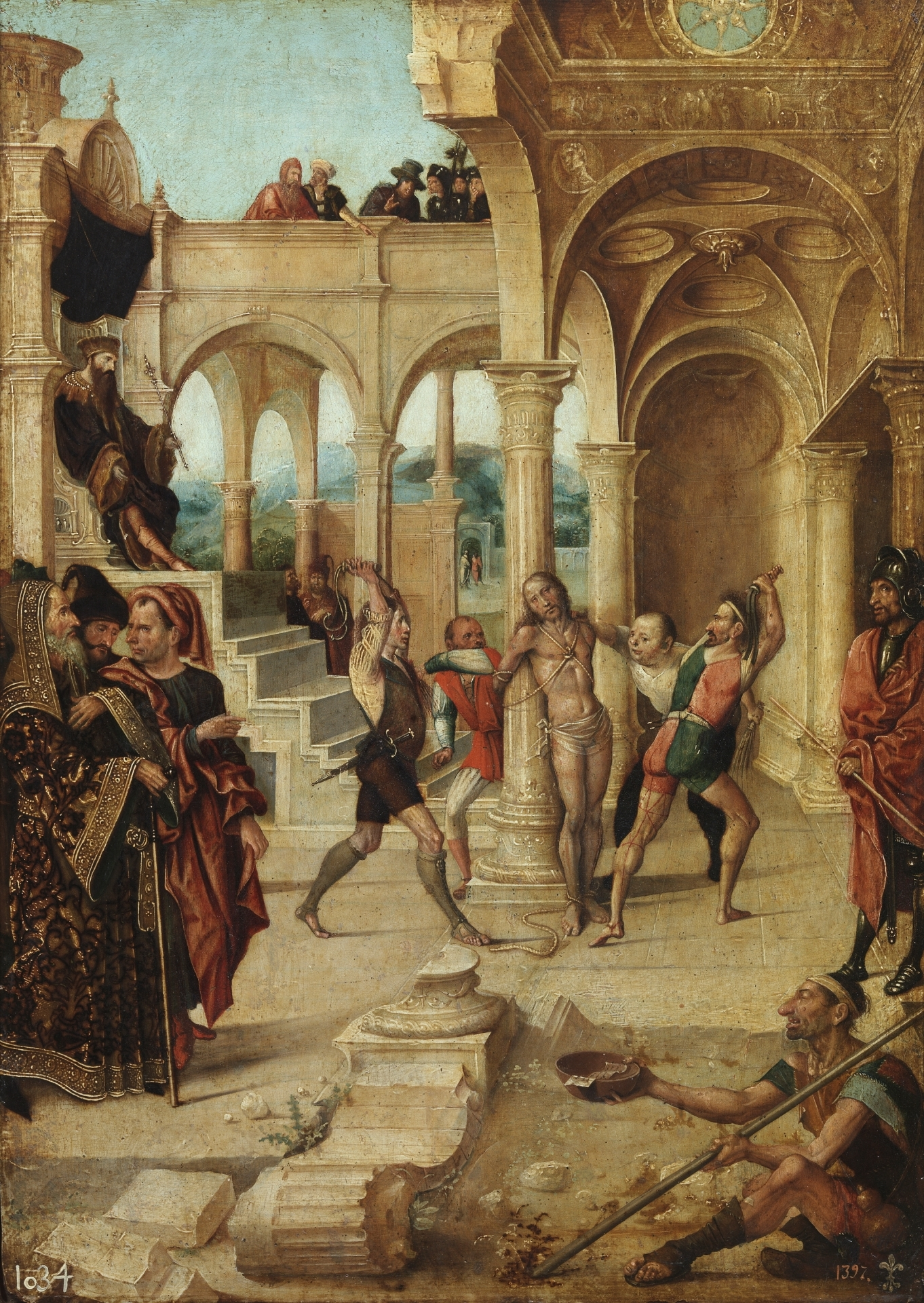
De flagellatie van Christus door Alejo Antolinez, rond 1500, met op de voorgrond een bedelaar met zijn nap.

### Klassieke oudheid
Strabo, een geschiedschrijver en geograaf uit de eerste eeuw voor chr. beschreef een schilderij van Protogenes van een fluitspelende satyr die op een zuil leunde. Boven de zuil zat een patrijs, die zoveel aandacht trok van het publiek dat men niet waarnam hoe mooi de satyr geschilderd was. Protogenes merkte dat de parergon (de patrijs) belangrijker was geworden dan het ergon (het hoofdonderwerp van het schilderij). Hij kreeg vervolgens toestemming van de eigenaren om de patrijs uit te wissen. Ook Plinius de Oudere schreef dat de schilder Protogenes kleine zaken aan zijn schilderijen toevoegde, zoals kleine galeitjes en andere bootjes, parerga genoemd, waarmee Protogenes liet zien dat hij was begonnen als ambachtsman, namelijk als schilder van boten.

### 15e en 16e eeuw
Leon Battista Alberti schreef in zijn verhandeling uit 1435 over de schilderkunst dat hij het overdadig gebruik van kleine elementen afkeurde, waarmee sommige schilders elk leeg deel pleegden op te vullen. Daarbij noemde hij de term parergon echter niet.
De prelaat Paolo Giovio (1483 - 1552) stond er positiever tegenover. Hij duidde de bijzaken in het werk van Dosso Dossi aan als een lust voor het oog in een weelderige en feestelijke stijl.
Kardinaal Gabriele Paleotti (1522 – 1597) gaf een definitie van de parergon: Het zijn elementen die niets te maken hebben met het onderwerp van het schilderij, bijvoorbeeld schilderijen van Jezus die wreed wordt geslagen, waarin aan één kant, wellicht in de verte, een jongen te zien is die met een hond speelt, of een gevecht van vogels, of een boer die kikkers vangt.
Blaise de Vigenère schreef aan het eind van de 16e eeuw over de parerga als overbodige toevoegingen.

### 17e eeuw
Thomas Blount (1618–1679) nam de term op in zijn woordenlijst: Alles dat in een schilderij niet te maken heeft met het hoofdonderwerp, dat wordt Landskip, Parergon, of by‐work genoemd. Als voorbeeld noemt hij schilderijen van de kruisiging van Christus. De twee dieven, de Maagd Maria en Johannes de Doper horen bij het hoofdonderwerp, maar een afbeelding van Jeruzalem op de achtergrond is naar zijn mening Landskip.

### 18e en 19e eeuw
De schilders zelf keken (uiteraard) positiever aan tegen de parergra dan al deze kunstcritici, zoals de hierboven genoemde Nicolas Poussin. William Gilpin dacht er in 1792 ook positief over, hoewel hij van mening is dat parerga met mate gebruikt moeten worden.
Ook Multatuli is in 1877 van mening dat in de Kunst het parergon de hoofdzaak niet verdringen mag, als hij schrijft over de illustraties van Arnold Houbraken bij het boek Zedelessen uit de oude verdichtzelen van de hand van Lukas Rotgans uit 1712. Zo vindt hij het terecht dat het ledikant waar  verschillende vrouwen uit de mythologie op rusten, zoals Semele, kleiner zijn dan in werkelijkheid.   

### 20e en 21e eeuw
De Franse cultuurfilosoof Jacques Derrida definieert in zijn essay Parergon, onderdeel van zijn boek La Vérité en peinture uit 1978, de parergron op een heel andere manier. Hij noemt de lijst om het werk, de handtekening en de titel van het werk de parerga, die het werk zijn plaats geven. Hij geeft het parergon dan ook een grote. Passages uit werken van grote filosofen, Plato, Kant, Hegel en Heidegger, die voor de oppervlakkige lezer bijzaak zijn, verandert hij in hoofdrolspelers van zijn betoog. Derrida doet ook een gedachtenexperiment, stel dat inbrekers uit je huis de lijsten van de kunstwerken stelen, maar niet de werken zelf. Kijk je dan toch anders naar die kunstwerken? De door Derrida als bron gebruikte Immanuel Kant beschreef de rand van schilderijen, draperieën op standbeelden en colonnades rondom gebouwen als parerga, in de tweede editie van zijn Kritik der Urteilskraft uit 1793.

## Ander gebruik van de term
- Het woord komt voor in de titels van enkele hierboven nog niet genoemde filosofische werken:  Parerga und Paralipomena van Arthur Schopenhauer, Parerga, Kritiken, Repliken van Max Stirner.
- Richard Strauss schreef een muziekstuk Parergon bij de Sinfonia Domestica, Opus 73 voor piano en orkest.
- Aribert Reimann schreef Parerga zu "Melusine", een muziekstuk op een tekst van Yvan Goll.[11]

- Sophia Loren speelde in de film The Millionaires een heldin genaamd Epifania Parerga.[12]
- Parergon is ook de naam van het tijdschrift van de Australische en Nieuw-Zeelandse Association for Medieval and Early Modern Studies.[13]